# Еммануель Сеньє
Еммануе́ль Сеньє́ (фр. Emmanuelle Seigner; 22 червня 1966) — французька акторка, модель і співачка.

## Біографія
Народилася 22 червня 1966 року в Парижі, в родині фотографа і журналістки. Дід Луї Сеньє — відомий французький актор, сестра акторка Матильда Сеньє. Навчалася в католицькій школі при монастирі, в 14 років почала кар'єру моделі.

## Кар'єра
У 1984 році Сеньє дебютувала в кіно, знявшись у невеликій ролі у фільмі «Рік медуз». У 1985 році Жан-Люк Годар зняв Сеньє у фільмі «Детектив» разом з Джонні Голлідеєм і Наталі Бей. Знімалася у фільмах режисера Романа Полянського: «Несамовитий» (1988) з Гаррісоном Фордом, «Гіркий місяць» (1992) з Г'ю Грантом, «Дев'ята брама» (1999) з Джонні Деппом та «Венера в хутрі» (2013).
Була номінована на премію «Сезар» за найкращу жіночу роль другого плану у фільмі «Вандомська площа» (1998) і за найкращу жіночу роль у фільмі «Венера в хутрі» (2013).
У 2002 році знялася у відеокліпі на музичну композицію «Hands Around My Throat» групи Death in Vegas. У 2006 році Сеньє стала солісткою поп-рок гурту Ultra Orange & Emmanuelle.

## Особисте життя
Еммануель Сеньє з 30 серпня 1989 року одружена з режисером Романом Полянським, має двох дітей: дочка Моргана (1993) і син Елвіс (1998).

## Фільмографія

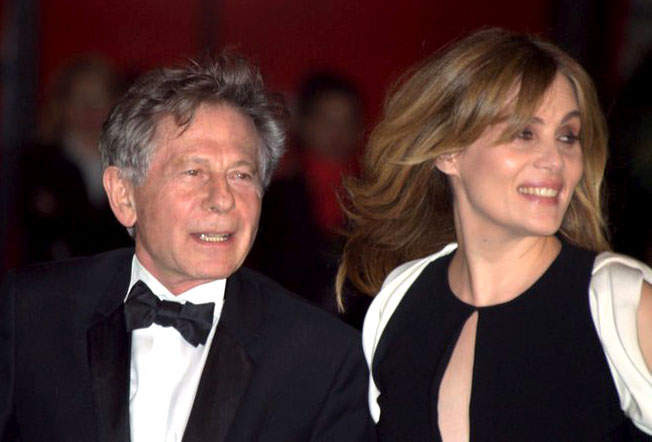
Роман Полянський та Еммануель Сеньє, 2011 рік

| Рік  |    | Українська назва                          | Оригінальна назва                             | Роль                |
| ---- | -- | ----------------------------------------- | --------------------------------------------- | ------------------- |
| 1984 | ф  | Рік медуз                                 | L'année des méduses                           |                     |
| 1985 | ф  | Детектив                                  | Détective                                     | Багамаська принцеса |
| 1986 | ф  | Приватні уроки                            | Cours privé                                   | Занон               |
| 1988 | ф  | Несамовитий                               | Frantic                                       | Мішель              |
| 1990 | ф  | Дивна хвороба                             | Il male oscuro                                | дівчина             |
| 1992 | ф  | Гіркий місяць                             | Bitter Moon                                   | Мімі                |
| 1994 | ф  | Посмішка                                  | Le sourire                                    | Оділь               |
| 1996 | ф  | Сподіваюся, що це триватиме               | Pourvu que ça dure                            | Джулі Найрак        |
| 1997 | ф  | Нірвана                                   | Nirvana                                       | Ліза                |
| 1997 | ф  | Погоня за божеством                       | La divine poursuite                           | Боббі               |
| 1998 | ф  | РПМ                                       | RPM                                           | Мішель Клейр        |
| 1998 | ф  | Вандомська площа                          | Place Vendôme                                 | Наталі              |
| 1999 | ф  | Дев'ята брама                             | The Ninth Gate                                | дівчина             |
| 1999 | ф  | Недоносок                                 | Buddy Boy                                     | Глорія              |
| 2000 | тф | Цей лист мені написав Фернандо Крапп      | Fernando Krapp m'a écrit cette lettre         |                     |
| 2001 | ф  | Лагуна                                    | Laguna                                        | Тельма Піанон       |
| 2001 | ф  | Відьми на північ                          | Streghe verso nord                            | Лусілла             |
| 2003 | ф  | Викрадач тіл                              | Corps à corps                                 | Лаура Бертеллі      |
| 2003 | ф  | Безсмертні                                | Os Imortais                                   | Мейделін Дюран      |
| 2004 | кф | Без тебе                                  | Sans toi                                      | Армель              |
| 2004 | ф  | Вони одружились і у них було багато дітей | Ils se marièrent et eurent beaucoup d'enfants | Наталі              |
| 2005 | ф  | Задній план                               | Backstage                                     | Лорен Векс          |
| 2007 | ф  | Чотири останні пісні                      | Four Last Songs                               | Гелена              |
| 2007 | ф  | Життя у рожевому кольорі                  | La môme                                       | Тайтіна             |
| 2007 | ф  | Скафандр і метелик                        | Le scaphandre et le papillon                  | Селін               |
| 2009 | ф  | Код змінився                              | Le code a changé                              | Сара Маттеї         |
| 2009 | ф  | Джалло                                    | Giallo                                        | Лінда               |
| 2010 | ф  | Дочки-матері                              | Chicas                                        | Нурія               |
| 2010 | ф  | Необхідне вбивство                        | Essential Killing                             | Маргарет            |
| 2012 | ф  | За кілька годин до весни                  | Quelques heures de printemps                  | Клемансо            |
| 2012 | ф  | Людина, яка сміється                      | L'homme qui rit                               | герцогиня Жозіан    |
| 2012 | ф  | У будинку                                 | Dans la maison                                | Естер Артоле        |
| 2013 | ф  | Венера в хутрі                            | La Vénus à la fourrure                        | Ванда               |
| 2013 | кф | Вірити                                    | Croire                                        | Ізабелла            |
| 2016 | ф  | А переді мною порожня клітка              | Et Derrière Moi une Cage Vide                 | Лідія               |
| 2016 | ф  | Лагодити живих                            | Réparer les vivants                           | Маріанна            |
| 2017 | ф  | Засновано на реальних подіях              | You Were Never Really Here                    |                     |
| 2018 | ф  | Ван Гог. На порозі вічності               | At Eternity's Gate                            | мадам Жину          |